# Tachina bicolor
Tachina bicolor là một loài ruồi trong họ Tachinidae.